# Pseudohynobius kuankuoshuiensis
Pseudohynobius kuankuoshuiensis är en groddjursart som beskrevs av Xu, Zeng och Fu 2007. Pseudohynobius kuankuoshuiensis ingår i släktet Pseudohynobius och familjen Hynobiidae. IUCN kategoriserar arten globalt som otillräckligt studerad. Inga underarter finns listade i Catalogue of Life.